# Cal Campaner (Santa Maria de Palautordera)
Cal Campaner és una casa de Santa Maria de Palautordera (Vallès Oriental) protegida com a Bé Cultural d'Interès Local.

## Descripció
Es tracta d'una casa de dos cossos entre mitgeres de carener paral·lel a la façana i coberta a dues vessants de teula, aixecada a diferent nivell, perquè cada cos és d'una època diferent. Consta de planta baixa i pis. Els murs, que són de paredat, estaven arrebossats i pintats. La porta és d'arc de mig punt amb unes dovelles molt llargues de granit. La finestra de la sala, que era d'arc conopial, va ser traslladada quan es va fer la nova rectoria al segle xx, i en el seu lloc es va fer una senzilla obertura rectangular. Les altres finestres són de llinda plana amb permòdols a les impostes. Actualment amenaça ruïna i la coberta s'ha enrunat. La porta d'accés i la finestra de la planta baixa han estat tapiades recentment.

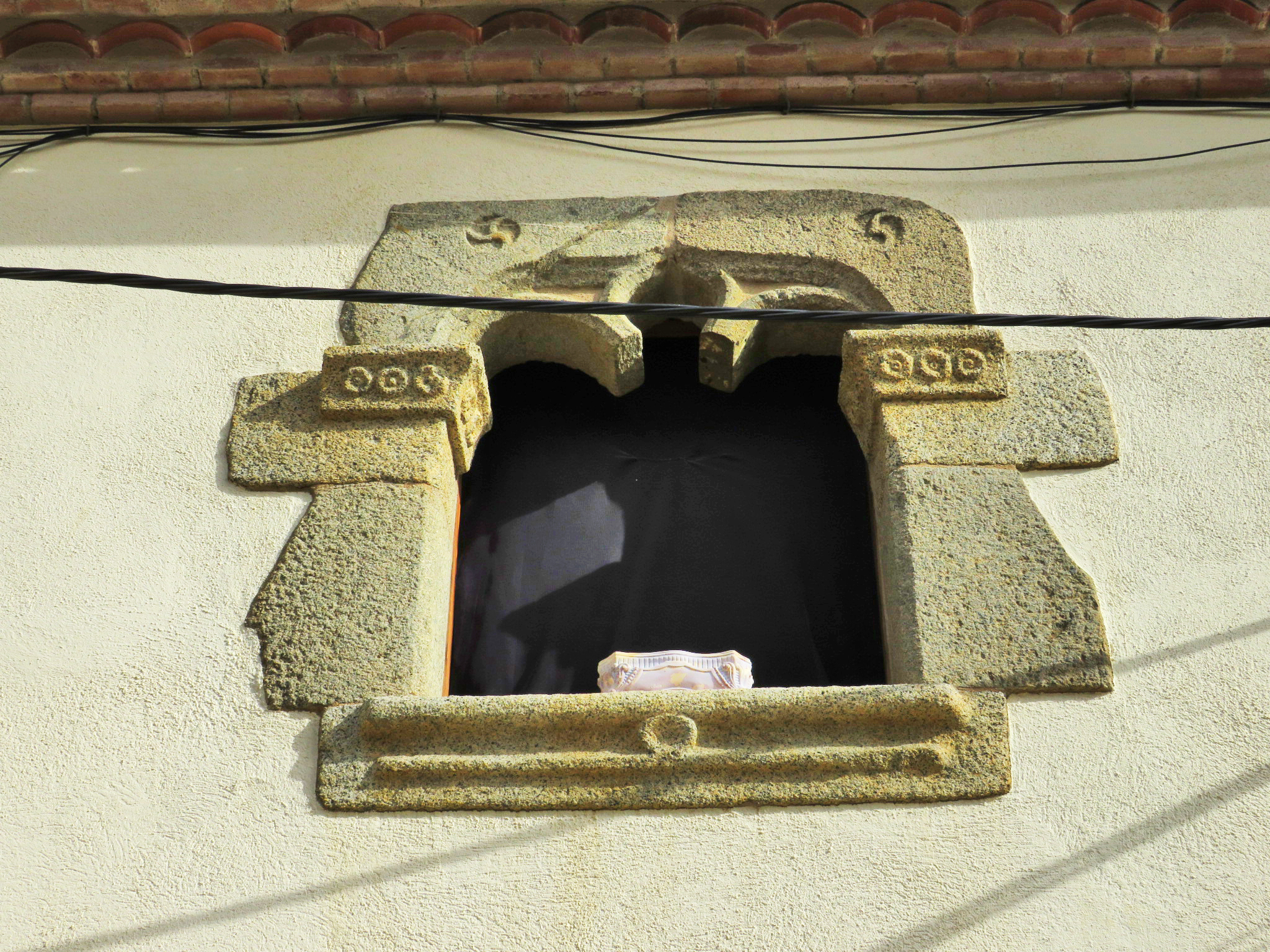
Finestra d'arc conopial

## Història
Tot i no conèixer la documentació de la casa, cal Campaner era conegut també per cal Rector, cosa que voldria dir que era l'antiga rectoria de Santa Maria de Palautordera. En el fogatge de 1497 hi ha registrat Mossèn Antoni rector i mossèn Bernat beneficiat que possiblement ja vivien en aquesta casa. En el fogatge de 1553 hi ha registrats mossèn Pere Pau vicari i mossèn Joan Crivilles prevere.
L'any 1855 s'hi va instal·lar la casa consistorial fins a principis del segle xx.